# Luckytown Blues
Pour plus de détails, voir Fiche technique et Distribution.
Luckytown Blues (Luckytown) est un film américain réalisé par Paul Nicholas, sorti en 2000.

## Synopsis
Lidda Daniels, 18 ans, part à la recherche de son père Charlie, joueur invétéré, à Las Vegas.

## Fiche technique
- Titre : Luckytown Blues
- Titre original : Luckytown
- Réalisation : Paul Nicholas
- Scénario : Brendan Beseth
- Musique : Greg Edmonson
- Photographie : Denis Maloney
- Montage : Roberto Silvi
- Production : Paul Nicholas
- Société de production : A Plus Entertainment, Entertainment 7 et Mediapix
- Pays :  États-Unis
- Genre : Drame, policier, thriller
- Durée : 101 minutes
- Dates de sortie : 
  -  États-Unis : 4 août 2000 (Festival du film de Hollywood)

## Distribution
- Kirsten Dunst : Lidda Doyles
- James Caan : Charlie Doyles
- Vincent Kartheiser : Colonel
- Luis Guzmán : Jimmy
- Robert Miano : Tony DeCarlo
- Jennifer Gareis : Sugar
- Federico Dordei : Frankie
- Theresa Russell : Stella
- Nick Paulos : Gill
- Joseph D. Kucan : Hector

## Accueil
Buzz McClain pour AllMovie donne au film la note de 1,5/5.

## Distinctions
Le film, principalement diffusé en vidéo, a été nommé aux DVD Exclusive Awards dans la catégorie Meilleur second rôle masculin pour James Caan.